# Aimão de Saboia
Aimão de Saboia (em francês: Aymon; em latim: Aimo) chamado O Pacífico (Chambéry, 15 de dezembro de 1291 — Montmélian, 22 de junho de 1343), foi conde de Saboia, de Aosta e de  Maurienne de 1329 a 1343.

## Biografia
Filho cadete de Amadeu V de Saboia e de Sibila de Bâgé, recebeu uma formação eclesiástica e exerce as funções de cônego no capítulo de Lyon sem nunca ter sido padre.
Sucedendo ao seu irmão Eduardo de Saboia morto em 1329, é nomeado Conde de Saboia, e passa os primeiros tempos a guerrear Guigues VIII de Viennois. Depois da morte deste, Aimão faz um acordo com Humberto II de Viennois segundo o qual ele reconhece o Rio Ródano como fronteira entre a Saboia e o Delfinado (o Dauphiné francês). É esse tratado que procurando um período de paz na região lhe vale o cognome de Pacífico.
Durante a Guerra dos Cem Anos ajuda Filipe IV de Valois, rei de França a combater Eduardo III de Inglaterra e participa entre outra na Guerra do Condado de Flandres.
Como Pacificador ele cria as "Assises Générales de Savoie", e estabelece uma corte de justiça permanente em Chambéry em 1329.
A 1 Mai 1330 casa com Iolanda Paleóloga de Monferrato, filha de Teodoro I de Monferrato - que era filho do imperador bizantino Andrónico II Paleólogo - e tiveram quatro filhos:
- Amadeu (1334 - †1383) que lhe sucederá como Amadeu VI de Saboia;
- Branca Maria (1336 - †1387),que se casará com um Visconde de Milão;
- João (1338 - †1345);
- Catarina (1341 - †? );
- Luís (1342) que morre à nascença e provoca a morte da mãe, Iolanda.

Aimão manda construir a Capela da Abadia de Hautecombe onde repousa ele e onde reuniu todos os seus antepassados.